# Saúl Ibargoyen
Saúl Ibargoyen Islas (Montevideo, 26 de marzo de 1930-México, 9 de enero de 2019) fue un poeta, narrador, crítico, traductor y ensayista uruguayo, nacionalizado mexicano.

## Biografía
Integrante de la llamada «Generación de la crisis», bautizada así por el crítico uruguayo Ángel Rama. Esta generación estaba formada por escritores uruguayos que publicaron sus principales obras en los años cincuenta y sesenta del siglo xx.
En 1976 se trasladó a vivir a México, donde permaneció hasta su fallecimiento. En septiembre de 2001 recibió la nacionalidad mexicana por naturalización.
Trabajó como docente en la Escuela de Escritores de la Sociedad General de Escritores de México (SOGEM). Era miembro de la Academia de las Letras de Uruguay desde 2008.
Fue jefe de redacción y subdirector de la revista Plural y editor de la Revista de Literatura Mexicana Contemporánea.

## Obras
Publicó más de cuarenta y cinco libros, entre los que destacan: Soñar la muerte, La sangre interminable y Toda la tierra extranjera.
Su producción poética (1956-2000) fue publicada por la Universidad Autónoma de Ciudad Juárez y el Instituto de Estudios Chicanos con el título El poeta y yo. Esta recopilación de poemas recoge sus principales poemarios El pájaro en el pantano (1954), Palabra por palabra (1969), Exilios (1978), Basura y más poemas (1991), El escriba de pie (2002).
Sus obras han sido traducidas a varios idiomas: inglés, francés, portugués, alemán, ruso, sueco, esloveno y árabe.

## Premios
- Premio Iberoamericano Bellas Artes de Poesía Carlos Pellicer, por su poemario El escriba de pie (2002)
- Premio del Ayuntamiento de Montevideo.
- Premio del Ministerio de Instrucción Pública, en Uruguay.
- Premio Nacional XXXIV Juegos Flores de San Juan del Río, Querétaro, 2004 por ¿Palabras?